# Radio Express
Radio Express FM – polska komercyjna stacja radiowa nadająca na aglomerację katowicką. Siedziba znajduje się w Bielsku-Białej. Publikuje informacje z regionu i aglomeracji katowickiej. Nadaje na częstotliwości 92.3 MHz, z mocą ERP 1 kW, w pol. V. Nadajnik usytuowany jest na 200 m kominie Elektrowni Łaziska w Łaziskach Górnych.
Radio powstało w 2006, z przekształcenia pszczyńskiego Radio Mega FM.
Radio MEGA pojawiło się 2 sierpnia 1996, zastępując pszczyńskie Radio Plesino. Siedziba rozgłośni najpierw znajdowała się w Pszczynie, a w styczniu 2006 przeniesiono ją do Tychów.
Przez ten czas radio stopniowo zmieniało profil muzyczny i ilość informacji (w szczytowym okresie serwisy lokalne nadawano od godz. 6.00 do 22.00, co pół godziny). 2 września 2006 stacja zmieniła nazwę na Radio Express. Redaktor naczelny stacji, Olek Gortat, uzasadnił to następująco: „Powodem (...) są niekorzystne z naszego punktu widzenia konotacje społeczne, związane z nazwą "Mega FM". Mimo długiej historii i wielu zmian, nazwa jest wciąż kojarzona ze stacją dla młodzieży, grającą muzykę dance, z niewielką liczbą informacji. (...) Zmieniamy markę, bo zmieniliśmy profil stacji: gramy teraz dla dorosłego słuchacza i kładziemy duży nacisk na lokalną informację.”.
W grudniu 2007 siedzibę stacji przeniesiono do Bielska-Białej, redaktorem naczelnym został Jakub Mazur. Obecnie program Radia Express FM to przede wszystkim muzyka i informacje lokalne. 
Radio obejmuje zasięgiem takie miasta jak: Tychy, Łaziska Górne, Mikołów, Chrzanów, Trzebinia, Libiąż, Oświęcim, Katowice, Mysłowice, Jaworzno, Sosnowiec, Żory, Rybnik, Gliwice, Zabrze, Chorzów, Ruda Śląska, Bytom, Piekary Śląskie, Pszczyna, Dąbrowa Górnicza, Zawiercie, Tarnowskie Góry, Lędziny, Knurów, Bielsko-Biała, Częstochowa.